# Акватино (Перуђа)
Акватино (итал. Acquatino) је насеље у Италији у округу Перуђа, региону Умбрија.
Према процени из 2011. у насељу је живело 104 становника. Насеље се налази на надморској висини од 203 м.